# Fed Cup 2008
Fed Cup byl 46. ročníkem této nejdůležitější týmové soutěže žen. 8 týmů se účastnilo bojů ve Světové skupině a dalších 76 týmů hrálo v nižších skupinách. Finálové utkání se konalo v Madridu od 13. do 14. září 2008, kde domácí družstvo podlehlo Rusku 0:4.

## Světová skupina 2008
| Účastníci Světové skupiny 2008 |         |           |        |
|                                |         |           |        |
| Čína                           | Francie | Itálie    | Izrael |
| Německo                        | Rusko   | Španělsko | USA    |

### Pavouk
|  | Čtvrtfinále 2.-3. února             | Čtvrtfinále 2.-3. února             | Čtvrtfinále 2.-3. února             |                                     |                             | Semifinále 26.-27. dubna      | Semifinále 26.-27. dubna      | Semifinále 26.-27. dubna      |                               |                               | Finále 13.-14. září        | Finále 13.-14. září        | Finále 13.-14. září        |                            |                            |
|  |                                     |                                     |                                     |                                     |                             |                               |                               |                               |                               |                               |                            |                            |                            |                            |                            |
|  | Ramat ha-Šaron, Izrael (tvrdý)      |                                     |                                     |                                     |                             |                               |                               |                               |                               |                               |                            |                            |                            |                            |                            |
|  | 1                                   | Rusko                               | 4                                   |                                     |                             |                               |                               |                               |                               |                               |                            |                            |                            |                            |                            |
|  |                                     | Izrael                              | 1                                   |                                     |                             | Moskva, Rusko (antuka v hale) | Moskva, Rusko (antuka v hale) | Moskva, Rusko (antuka v hale) | Moskva, Rusko (antuka v hale) | Moskva, Rusko (antuka v hale) |                            |                            |                            |                            |                            |
|  |                                     |                                     |                                     |                                     | 1                           | Rusko                         | 3                             |                               |                               |                               |                            |                            |                            |                            |                            |
|  | La Jolla, CA, Spojené státy (tvrdý) | La Jolla, CA, Spojené státy (tvrdý) | La Jolla, CA, Spojené státy (tvrdý) | La Jolla, CA, Spojené státy (tvrdý) |                             | 4                             | Spojené státy                 | 2                             |                               |                               |                            |                            |                            |                            |                            |
|  | 4                                   | Spojené státy                       | 4                                   |                                     |                             |                               |                               |                               |                               |                               |                            |                            |                            |                            |                            |
|  |                                     | Německo                             | 1                                   |                                     |                             |                               |                               |                               |                               |                               | Madrid, Španělsko (antuka) | Madrid, Španělsko (antuka) | Madrid, Španělsko (antuka) | Madrid, Španělsko (antuka) | Madrid, Španělsko (antuka) |
|  |                                     |                                     |                                     |                                     |                             |                               |                               |                               |                               |                               | 1                          | Rusko                      | 4                          |                            |                            |
|  | Peking, Čína (tvrdý v hale)         | Peking, Čína (tvrdý v hale)         | Peking, Čína (tvrdý v hale)         | Peking, Čína (tvrdý v hale)         | Peking, Čína (tvrdý v hale) |                               |                               |                               |                               |                               |                            | Španělsko                  | 0                          |                            |                            |
|  |                                     | Čína                                | 3                                   |                                     |                             |                               |                               |                               |                               |                               |                            |                            |                            |                            |                            |
|  | 3                                   | Francie                             | 2                                   |                                     |                             | Peking, Čína (tvrdý v hale)   | Peking, Čína (tvrdý v hale)   | Peking, Čína (tvrdý v hale)   | Peking, Čína (tvrdý v hale)   | Peking, Čína (tvrdý v hale)   |                            |                            |                            |                            |                            |
|  |                                     |                                     |                                     |                                     |                             | Čína                          | 1                             |                               |                               |                               |                            |                            |                            |                            |                            |
|  | Neapol, Itálie (tvrdý v hale)       | Neapol, Itálie (tvrdý v hale)       | Neapol, Itálie (tvrdý v hale)       | Neapol, Itálie (tvrdý v hale)       |                             |                               | Španělsko                     | 4                             |                               |                               |                            |                            |                            |                            |                            |
|  |                                     | Španělsko                           | 3                                   |                                     |                             |                               |                               |                               |                               |                               |                            |                            |                            |                            |                            |
|  | 2                                   | Itálie                              | 2                                   |                                     |                             |                               |                               |                               |                               |                               |                            |                            |                            |                            |                            |

### Finále
| Club de Campo Villa de Madrid, Madrid, Španělsko 13.- 14. září 2008 antuka |  | |     |     |     |            |  |  |
| \| 1. \| \| Anabel Medina Garrigues Věra Zvonarevová \| 3 6 \| 4 6 \| \| \| \| \| \| 2. \| \| Carla Suárezová Navarrová Světlana Kuzněcovová \| 3 6 \| 1 6 \| \| \| \| \| \| 3. \| \| Anabel Medinaová Garriguesová Světlana Kuzněcovová \| 7 5 \| 3 6 \| 4 6 \| \| \| \| \| 4. \| \| Carla Suárezová Navarrová Věra Zvonarevová \| \| \| \| nehrálo se \| \| \| \| 5. \| \| Nuria Llagosteraová Vivesová / Virginia Ruanová Pascualová Jelena Vesninová / Jekaterina Makarovová \| 2 6 \| 1 6 \| \| \| \| \| \| \| \| \| \| \| \| \| \| \| \| \| \| \| \| \| \| \| \| \| \| \| \| \| \| \| \| \| \| \| \| \| \| \| \| \| \| \| \| \| \| \| \| \| \| \| \| \| \| \| |  | |     |     |     |            |  |  |
| |  | | 1.  | 2.  | 3.  |            |  |  |
| 1. |  | Anabel Medina Garrigues Věra Zvonarevová                                                            | 3 6 | 4 6 |     |            |  |  |
| 2. |  | Carla Suárezová Navarrová Světlana Kuzněcovová                                                      | 3 6 | 1 6 |     |            |  |  |
| 3. |  | Anabel Medinaová Garriguesová Světlana Kuzněcovová                                                  | 7 5 | 3 6 | 4 6 |            |  |  |
| 4. |  | Carla Suárezová Navarrová Věra Zvonarevová                                                          |     |     |     | nehrálo se |  |  |
| 5. |  | Nuria Llagosteraová Vivesová / Virginia Ruanová Pascualová Jelena Vesninová / Jekaterina Makarovová | 2 6 | 1 6 |     |            |  |  |
| |  | |     |     |     |            |  |  |
| |  | |     |     |     |            |  |  |
| |  | |     |     |     |            |  |  |
| |  | |     |     |     |            |  |  |
| |  | |     |     |     |            |  |  |

## Baráž Světové skupiny
Čtyři týmy, které prohrály ve Světové skupině v 1. kole (Izrael, Francie, Itálie a Německo) a 4 vítězné týmy ze Světové skupiny II (Ukrajina, Japonsko, Česko a Argentina) vstoupily do baráže o Světovou skupinu.
| Baráž Světové skupiny 26. a 27. dubna | Baráž Světové skupiny 26. a 27. dubna | Baráž Světové skupiny 26. a 27. dubna | Baráž Světové skupiny 26. a 27. dubna | Baráž Světové skupiny 26. a 27. dubna |
| Místo konání                          | Povrch                                | Domácí                                | Výsledek                              | Hosté                                 |
| ------------------------------------- | ------------------------------------- | ------------------------------------- | ------------------------------------- | ------------------------------------- |
| Ramat HaŠaron, Izrael                 | tvrdý                                 | Česko                                 | 3–2                                   | Izrael                                |
| Buenos Aires, Argentina               | antuka                                | Argentina                             | 3–2                                   | Německo                               |
| Tokio, Japonsko                       | tvrdý v hale                          | Francie                               | 4–1                                   | Japonsko                              |
| Olbia, Itálie                         | antuka                                | Itálie                                | 3–2                                   | Ukrajina                              |

- Česko a Argentina postoupily do Světové skupiny pro rok 2009.
- Francie a Itálie zůstaly ve Světové skupině pro rok 2009.
- Japonsko a Ukrajina zůstaly ve Světové skupině II pro rok 2009.
- Izrael a Německo sestoupily do Světové skupiny II pro rok 2009.

## Světová skupina II
| Světová skupina II – 2. a 3. února | Světová skupina II – 2. a 3. února | Světová skupina II – 2. a 3. února | Světová skupina II – 2. a 3. února | Světová skupina II – 2. a 3. února |
| Místo konání                       | Povrch                             | Domácí                             | Výsledek                           | Hosté                              |
| ---------------------------------- | ---------------------------------- | ---------------------------------- | ---------------------------------- | ---------------------------------- |
| Charkov, Ukrajina                  | antuka v hale                      | Ukrajina                           | 3–2                                | Belgie (1)                         |
| Miki-shi, Japonsko                 | tvrdý v hale                       | Japonsko (4)                       | 4–1                                | Chorvatsko                         |
| Brno, Česko                        | koberec v hale                     | Česko (3)                          | 3–2                                | Slovensko                          |
| Buenos Aires, Argentina            | antuka                             | Argentina                          | 4–1                                | Rakousko (2)                       |

- Japonsko, Česko, Ukrajina a Argentina postoupily do baráže Světové skupiny.
- Chorvatsko, Slovensko, Belgie a Rakousko hrály v baráži o Světovou skupinu II.

## Baráž Světové skupiny II
Čtyři týmy, které prohrály ve Světové skupině II (Chorvatsko, Slovensko, Belgie a Rakousko) hrály baráž proti týmům, které se kvalifikovaly z 1. skupin oblastních zón. Dva týmy se kvalifikovaly z evropsko-africké zóny (Srbsko a Švýcarsko), jeden z asijsko-oceánské zóny (Uzbekistán) a jeden tým z americké zóny (Kolumbie).
| Baráž Světové skupiny II – 26. a 27. dubna | Baráž Světové skupiny II – 26. a 27. dubna | Baráž Světové skupiny II – 26. a 27. dubna | Baráž Světové skupiny II – 26. a 27. dubna | Baráž Světové skupiny II – 26. a 27. dubna |
| Místo konání                               | Povrch                                     | Domácí                                     | Výsledek                                   | Hosté                                      |
| ------------------------------------------ | ------------------------------------------ | ------------------------------------------ | ------------------------------------------ | ------------------------------------------ |
| Záhřeb, Chorvatsko                         | (tvrdý v hale)                             | Srbsko                                     | 3–2                                        | Chorvatsko                                 |
| Bratislava, Slovensko                      | (antuka v hale)                            | Slovensko                                  | 5–0                                        | Uzbekistán                                 |
| Mons, Belgie                               | (tvrdý v hale)                             | Belgie                                     | 5–0                                        | Kolumbie                                   |
| Dornbirn, Rakousko                         | (tvrdý v hale)                             | Švýcarsko                                  | 3–2                                        | Rakousko                                   |

- Srbsko a Švýcarsko postoupily do Světové skupiny II pro rok 2009.
- Slovensko a Belgie zůstaly ve Světové skupině II pro rok 2009.
- Kolumbie zůstala v americké zóně pro rok 2009, Uzbekistán zůstal v asijsko-oceánské zóně pro rok 2009.
- Chorvatsko a Rakousko sestoupily do evropsko-africké zóny pro rok 2009.

## Americká Zóna

### 1. skupina
- Brazílie
- Kanada
- Kolumbie — postup do baráže Světové skupiny II
- Mexiko — sestup do 2. skupiny pro rok 2009
- Paraguay
- Portoriko
- Uruguay — sestup do 2. skupiny pro rok 2009

### 2. skupina
- Bahamy — postup do 1. skupiny pro rok 2009
- Barbados
- Bermudy
- Bolívie
- Dominikánská republika
- Ekvádor
- Guatemala
- Honduras
- Chile
- Kuba
- Panama
- Trinidad a Tobago
- Venezuela — postup do 1. skupiny pro rok 2009
- Odstoupení:  Kostarika,  Jamajka,  Peru

## Zóna Asie a Oceánie

### 1. skupina
- Austrálie
- Hongkong — sestup do 2. skupiny pro rok 2009
- Indie
- Indonésie
- Nový Zéland
- Thajsko
- Tchaj-wan
- Uzbekistán — postup do baráže Světové skupiny II

### 2. skupina
- Filipíny
- Jižní Korea — postup do 1. skupiny pro rok 2009
- Kazachstán
- Singapur
- Srí Lanka
- Sýrie
- Turkmenistán
- Odstoupení:  Jordánsko

## Zóna Evropy a Afriky

### 1. skupina
- Bělorusko
- Bulharsko
- Dánsko
- Gruzie — sestup do 2. skupiny pro rok 2009
- Lucembursko
- Maďarsko
- Nizozemsko
- Polsko
- Portugalsko — sestup do 2. skupiny pro rok 2009
- Rumunsko
- Srbsko — postup do baráže Světové skupiny II
- Slovinsko
- Švédsko
- Švýcarsko — postup do baráže Světové skupiny II
- Velká Británie

### 2. skupina
- Bosna a Hercegovina — postup do 1. skupiny pro rok 2009
- Estonsko — postup do 1. skupiny pro rok 2009
- Irsko — sestup do 3. skupiny pro rok 2009
- Jihoafrická republika
- Litva
- Řecko — sestup do 3. skupiny pro rok 2009
- Turecko

### 3. skupina
- Arménie
- Černá Hora
- Egypt
- Finsko
- Island
- Lotyšsko — postup do 2. skupiny pro rok 2009
- Mauritius
- Maroko — postup do 2. skupiny pro rok 2009
- Moldávie
- Norsko
- Zimbabwe
- Odstoupení:  Lichtenštejnsko,  Malta